# Abitía
Abitía (en árabe: أخفنير‎, en lenguas bereberes: ⴰⴱⴹⴰⵃ y en francés: Abteih o Abteh) es un municipio marroquí, en la provincia de Tarfaya. Desde 1916 hasta 1958 perteneció al territorio español de Cabo Juby.